# Ђино Ванели
Ђино Ванели (енгл. Gino Vannelli; Монтреал, 16. јун 1952) канадски је певач и текстописац. Познат је по својим хит-песмама као што су People Gotta Move (1974), I Just Wanna Stop (1978), Living Inside Myself (1981) и Wild Horses (1987).

## Биографија
Рођен је 16. јуна 1952. у италијанској породици у Монтреалу. У почетку је желео да буде бубњар. Студирао је музичку теорију на Универзитету Макгил.

## Дискографија
Студијски албуми
- (1973)
- (1974)
- (1975)
- (1976)
- (1977)
- (1980)
- (1980)
- (1981)
- (1984)
- (1987)
- (1990)
- (1991)
- (1995)
- (1998)
- (2002)
- (2003)
- (2006)
- (2009)
- (2009)
- (2015)
- (2019)